# Jeziory (obwód grodzieński)
Jeziory (biał. Азёры) – agromiasteczko (dawniej miasteczko) na Białorusi, w obwodzie grodzieńskin, w rejonie grodzieńskim, nad Jeziorem Białym.
Działają tu dwie parafie – prawosławna (pw. Świętego Ducha) i rzymskokatolicka (pw. Chrystusa Króla).
Miasto królewskie położone było w końcu XVIII wieku w ekonomii grodzieńskiej w powiecie grodzieńskim województwa trockiego.
Jeziory obejmują również dawną wieś Kamczatka.

## Historia
W 1679 wzniesiony został w Jeziorach kościół Matki Bożej Różańcowej. W przeszłości część królewskich dóbr stołowych, a od schyłku XVIII wieku własność Walickich. Wskutek III rozbioru Polski od 1795 do I wojny światowej w zaborze rosyjskim. Michał Walicki założył tu fabrykę sukna i papiernię. Po powstaniu styczniowym miasteczko zostało skonfiskowane przez władze carskie.
Za II Rzeczypospolitej w województwie białostockim, w powiecie grodzieńskim. Siedziba wiejskiej gminy Jeziory. W 1921 roku wieś liczyła 1755 mieszkańców. W 1929 funkcjonowała tu cerkiew oraz dwie synagogi. 
Według Powszechnego Spisu Ludności z 1921 roku zamieszkiwało tu 1755 osób, 210 było wyznania rzymskokatolickiego, 678 prawosławnego a 867 mojżeszowego. Jednocześnie 781 mieszkańców zadeklarowało polską przynależność narodową, 413 białoruską, 552 żydowską (zob. cmentarz żydowski w Jeziorach) a 9 inną. Było tu 258 budynków mieszkalnych.
Miejscowość podlegała pod Sąd Grodzki w Skidlu i Okręgowy w Grodnie; właściwy urząd pocztowy mieścił się w Jeziorach. Umiejscowiony był tu posterunek policji podlegający Komendzie Powiatowej Policji Państwowej w Grodnie.
W wyniku napaści ZSRR na Polskę we wrześniu 1939 miejscowość znalazła się pod okupacją sowiecką. 2 listopada została włączona do Białoruskiej SRR. 4 grudnia 1939 włączona do nowo utworzonego obwodu białostockiego. Od czerwca 1941 roku pod okupacją niemiecką. 22 lipca 1941 r. włączona w skład okręgu białostockiego III Rzeszy. 
Podczas okupacji hitlerowskiej, we wrześniu 1941 roku Niemcy utworzyli getto dla żydowskich mieszkańców. Przebywało w nim około 1500 osób. 2 listopada 1942 roku Niemcy ostatecznie zlikwidowali getto. Żydów wywieziono do obozu w Kiełbasinie. 
W 1944 miejscowość została ponownie zajęta przez wojska sowieckie i włączona do obwodu grodzieńskiego Białoruskiej SRR.
Od 1991 r. w składzie niepodległej Białorusi.

Widoki Jezior z czasów II Rzeczypospolitej:
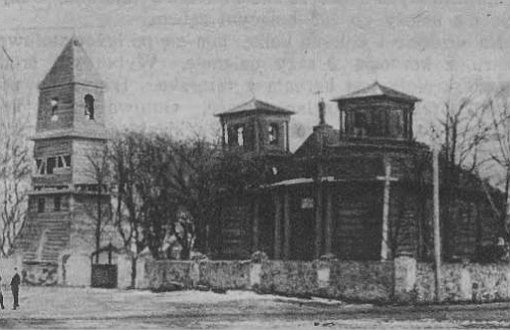
Kościół Chrystusa Króla
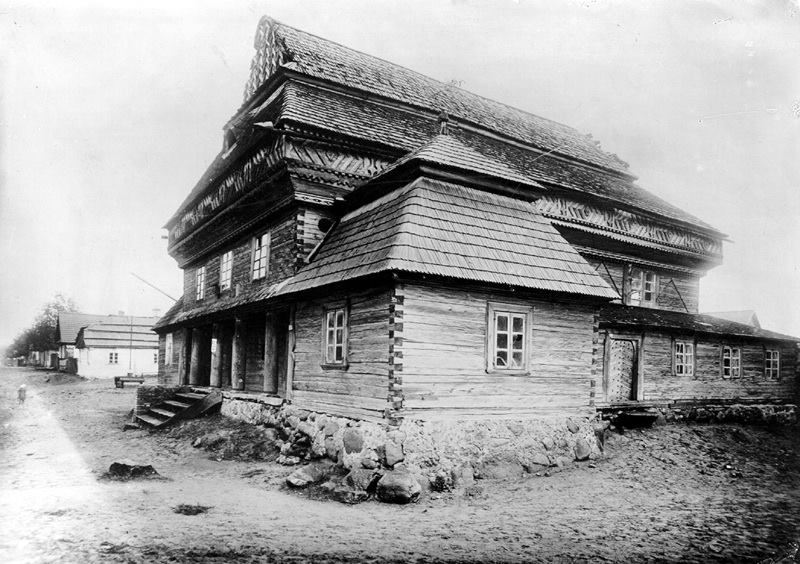
Synagoga
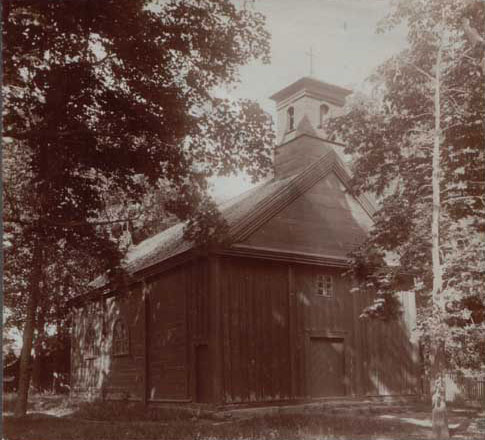
Stara cerkiew

## Parafia Kościoła rzymskokatolickiego
Parafia Chrystusa Króla w Jeziorach leży w dekanacie Grodno-Wschód diecezji grodzieńskiej. Od 1990 roku jest prowadzona przez misjonarzy klaretynów. Kościołem parafialnym jest kościół Chrystusa Króla.

## Parafia prawosławna
Parafia pw. Świętego Ducha w Jeziorach wchodzi w skład dekanatu skidelskiego eparchii grodzieńskiej i wołkowyskiej Egzarchatu Białoruskiego Patriarchatu Moskiewskiego. Cerkiew parafialna została zbudowana w latach 1865–1867.